# Кисеида
Кисеида је у грчкој митологији била нимфа.

## Митологија
Хигин је наводи као једну од нисејских нимфи, чије име дословно значи „дама од бршљана“. Била јој је поверена улога, као и другим нимфама, да чува малог Диониса. Помиње се и као менада, која је имала исту улогу, па чак била једна од оних које су покушале да убију Ликурга, који је прогањао Диониса.